# Rissne (Stockholms tunnelbana)
Rissne ist eine unterirdische Station der Stockholmer U-Bahn. Sie befindet sich im Stadtteil Rissne der Gemeinde Sundbyberg. Die Station wird von der Blå linjen des Stockholmer U-Bahn-Systems bedient. Sie gehört zu den eher mäßig frequentierten Stationen des U-Bahn-Netzes. An einem normalen Werktag steigen 6.000 Pendler hier zu.
Die Station wurde am 19. August 1985 in Betrieb genommen, als der Abschnitt der Blå linjen zwischen Västra skogen und Rinkeby eröffnet wurde. Die Bahnsteige befinden sich ca. 25–40 Meter unter der Erde. Die Station liegt zwischen den Stationen Duvbo und Rinkeby. Bis zum Stockholmer Hauptbahnhof sind es etwa 9,5 km.